# Instituto de Gobierno y Políticas Públicas
El Instituto de Gobierno y Políticas Públicas (IGOP), creado en 2001, es un instituto de investigación interdisciplinario perteneciente a la Universidad Autónoma de Barcelona (UAB). Reúne a profesores e investigadores de diferentes ciencias sociales, ciencias políticas y sociología, principalmente, pero también de la geografía, economía, ciencias de la antropología y el medio ambiente, entre otros.

## Características generales
El principal objetivo del IGOP es ser un lugar para la producción y el intercambio de conocimiento, comprometido con el rigor y la excelencia científica. Centra sus actividades de investigación sobre los procesos de gobierno, la formulación de políticas y la participación ciudadana. Más concretamente, sigue una amplia gama de intereses relacionados con los niveles de gobierno (la Unión Europea, estatal, regional y local), ámbitos de actuación (social, ambiental, educación, participación, seguridad...) y la participación de los actores políticos y sociales en los procesos.

## Actividades
El IGOP organiza sus actividades de investigación en torno a dos tipos de proyectos:
- Proyectos de Investigación Básica, financiados por los fondos de investigación gubernamentales (europeo, español y catalán), a través de licitaciones.
- Proyectos de Investigació Aplicada, financiados a través de licitaciones o acuerdos directos entre el IGOP y otras instituciones públicas o privadas interesadas en una investigación muy particular, los resultados de la cual deben ayudar a mejorar su trabajo.
Ambos tipos de investigación son fundamentales para el Instituto. La investigación básica es necesaria para el desarrollo de la teoría, y permite la consolidación y expansión de la presencia del IGOP en redes de investigación académica. Los proyectos de investigación aplicada, por el contrario, ayudan a mantener al IGOP efectivamente vinculado a la realidad social e institucional.
Por otra parte, el IGOP pretende ser un lugar para aprender y participar en los procesos de transformación social, junto con los agentes sociales de base. Por esta razón el IGOP ha creado en el distrito de Nou Barris de Barcelona, con el apoyo de la administración local, la llamada Escuela de las políticas sociales y urbanas, donde se llevan a cabo cursos de postgrado y otras actividades de transferencia de conocimiento.
La investigación del IGOP se centra especialmente en:
- Las nuevas políticas o nuevas maneras de afrontar las políticas establecidas.
- Las innovaciones en la manera de abordar, diseñar, gestionar y evaluar políticas públicas.
- Cuestiones de política que fomenten un enfoque conjunto en la formulación de políticas, como la perspectiva de género, la participación ciudadana, la inclusión social o sostenibilidad del medio ambiente.
- La interacción y la adaptación mutua entre las instituciones y políticas.
- La situación, perspectivas y la agencia de los grupos sociales con un alto riesgo de sufrir la discriminación y la exclusión.
- La implicación de los agentes sociales, el sector sin ánimo de lucro, en el proceso de políticas públicas.

## Oferta de títulos
Los títulos permanentes ofrecidos por el IGOP son los siguientes (febrero de 2011):
- Formación 3.er ciclo
  - Máster en políticas sociales y mediación comunitaria
  - Máster en gestión pública
  - Postgrado en economía cooperativa[2]

- Doctorado
  - Doctorado en Políticas Públicas y Transformación Social

La relación completa con los planes de estudios y otros datos se puede encontrar en la web del IGOP.

## Canales de difusión
El IGOP dispone de varios canales a través de los cuales se puede seguir sus actividades
- folleto corporativo. (enlace roto disponible en Internet Archive; véase el historial, la primera versión y la última).
- página web oficial.
- canal de vídeo con documentales y entrevistas vimeo.
- Twitter Twitter corporativo.

- Datos: Q9008797
- Multimedia: Institut de Govern i Polítiques Públiques / Q9008797